# Codes N11

Panneau routier américain standard rappelant au conducteur et aux passagers d’appeler le service 911.

Les codes N11 (prononcé « N-un-un ») sont un regroupement de huit codes téléphoniques abrégés faisant partie du plan de numérotation nord-américain (PNNA).
| Code       | Utilisation |
| ---------- | --- |
| 2-1-1 (en) | Information et aiguillage en matière de services communautaires, sociaux, de santé et gouvernementaux connexes |
| 3-1-1 (en) | Services municipaux et services policiers non urgents                                                          |
| 4-1-1 (en) | Assistance annuaire                                                                                            |
| 5-1-1 (en) | Services d'information sur la météo, la circulation et les transports                                          |
| 6-1-1 (en) | Services de réparations téléphoniques                                                                          |
| 7-1-1 (en) | Services de relais téléphonique à l'intention des personnes sourdes ou malentendantes                          |
| 8-1-1      | Services de triage en matière de santé (Canada) Information pour l'excavation (États-Unis)                     |
| 9-1-1      | Services d'urgence                                                                                             |

## Sources
- (fr) Luc Lefebvre, Le système d’information téléphonique 511 pour les transports et la météo, Ministère des Transports du Québec, 7 décembre 2006
- (en) Canadian Numbering Plan and Dialling Plan
- (en) USA Telephone Service : N11 Code Reference